# I.R:I.S
『I.R:I.S Indirect Ruler:Infinite Seizor』（アイリス インダイレクト ルーラー:インフィニット シーザー）は、澄守彩による日本のライトノベル。イラストはシロウが担当している。講談社ラノベ文庫（講談社）より2013年9月から刊行されている。2013年8月には特設サイトが開設されている。

## 制作背景
著者の澄守曰く「密着系爽快バトルアクション」。当初物語はやたらと活躍するようなスカッとする話が書きたいと思い企画を練り始めたが、ただ強いだけじゃ飽き足らず主人公だけを無双させる話にしようとした。ところが暴れるだけの話を書き上げる自信がなくなったため、主人公は「強いけど弱い」設定に変更された。その変更により生まれた矛盾を解消するため、それぞれのキャラクターに「RPS」の要素を取り入れており、澄守は「主人公とメインヒロイン、2人以外のキャラクターの3つに大きく分け、誰が誰に対して優位なのかそうでないのかが見どころでもある」との趣旨で本作の見どころを述べている。更に今回登場するメインヒロインについては今まで書いたことがないタイプのキャラクターであると述べており、「読者にどう感じてもらえるか期待と不安がごちゃまぜになっている」と明かしている。

## あらすじ
小説第1巻
今の地球は超能力者が支配している。そんな世界には力に目覚めた若者たちが集められる島がある。その島で暮らす黒鋼和人はある日学内序列1位で孤高の存在である皇理緒に呼び出された。能力は平凡以下、エーテルの支配領域も2.7cmと極端に狭く落ちこぼれと称される彼。そんな和人に声を掛けた理緒の目的は和人の勧誘だった。「貴方をチームに加えたいの」
理緒の突然の発言に戸惑いながらもチームに加わった和人。理緒の目的が分からずに混乱する和人だったが、一緒に行動していくうち徐々に理緒の目的が見えてくる。それは和人が気付いていない彼の真の能力で――
最弱の落ちこぼれが最強の虹の女神（アイリス）に出会ったとき、物語の歯車が回り出す。
小説第2巻
自身の真の能力を知った和人はチームメイトの理緒と共にチーム対抗模擬戦闘訓練に臨んでいた。その模擬戦の途中で和人と理緒は一人の少年と出会う。エリアス・キャベンディッシュと名乗るその少年は、英国からやってきた留学生だった。英国では名門と呼ばれる一族のエリアスは、なぜか理緒と和人にばかりつきまとってくる。それはまるで和人の真の能力を探っているようで――
更に和人はエリアスのとんでもない秘密を知ることになる。
小説第3巻
「黒い戦士疑惑」は当面何とか回避したものの、和人を取り巻く環境は厳しいままであった。そんなある日、和人は担当教官の東堂恵美に呼び出され、近日中の退学処分が決まった旨を告げられる。相前後して、理緒の専属メイドと称する鹿角宮夜雲が和人たちの前に現れる。夜雲は表向きは伏せているその能力で事態を急速に把握し、和人を異世界「アリウス」に逃亡せざるを得ない状況に追い込むのだった。果たして夜雲の真の狙いは何か。そして和人と共にアリウスに逃避した理緒、後を追う形でアリウスに向かった春姫とエリアスを待つものは何か。

## 登場人物

### 主要メンバー
黒鋼 和人（くろがね かずと）
本作の主人公。1年生でクラスは27組。学内序列は下から数えた方が早い。
エーテルの支配領域は2.7cmと極端に少なく、エーテルを使用できるのも手が触れるか触れないかギリギリの状態でしか使うことができない。ところが、エーテルを視覚的に認識する力を持っており、また誰かが支配しているエーテルを間接的に無理やり支配できるというとても稀有な能力を備えている。和人が持つ特異な防御力も支配側である現象そのものに干渉し、従属するエーテルを無理やり自分のものにするために発生するもの。この能力があるおかげで、和人以外の人物が入院するほどの威力の攻撃を受けても気絶程度で済んでしまう。ただし物理攻撃に対してはこの能力は発揮されない。
理緒に誘われ理緒とチームを組むことになった。
皇 理緒（すめらぎ りお）
本作のメインヒロインの1人。特進クラスに所属している。
学内序列は1位で、エーテルの支配領域は80mとかなり広い。また、エーテルを自在に操ることができ、戦闘能力はかなり高い。その高い能力が認められ、特例で異世界に現れるラルヴァの討伐隊の隊員として活動している。
極度のコミュニケーション障害で、声を出そうとすると息が出なくなり、会話ができなくなる。このことが原因で小学校の頃にいじめを受けていた。
和人とは小学生の頃に1、2か月ほど同じ学校だったことがある。いじめを受けていた理緒をかばい、助けてもらったことを高校生になった今でも鮮明に覚えている。このことから和人とだけは普通に話をすることができる。また春姫とも最初は話せなかったものの、後に話せるようになっている。
私服は一着も持っておらず、制服は十着、靴も同じようなものを七足は常備している。なお、普段はもちろんのこと戦闘時でもスパッツは穿かない。このため和人によくパンツを見られ、そのたびに気絶させている。
鑓見内 春姫（やりみない はるひめ）
本作のメインヒロインの1人。特進クラスに所属している。中学生の時に島にやってきた。島内にある着ぐるみショップの常連でもある。
やや吊り上った目の色は茶色で、日本人離れした鼻筋の通った顔だちをしている。普段はアンティーク調の椅子に座って移動している。
小学生の頃からある程度の能力を使うことができていた。このため中学生時代は本格的な戦闘訓練の無いカリキュラムに飽きてしまい、授業そっちのけで上級生に私闘を吹っ掛ける問題児だった。ある時理緒にも私闘を吹っ掛けたが、一時は生命の危機に関わるほどの大怪我を負った。以降、理緒を倒すことを目標とし、復帰してからは真面目に勉強をするようになり、僅か1年で高校進級の資格を手にした。
重力操作による攻撃が得意で、気にいらない相手がいると重力によって押しつぶそうとする。見ず知らずの相手には容赦がないが、心を許した相手にはとことん懐く。
和人を自分のチームに引き入れようと様々な方法で近づくが全て失敗に終わっている。
エリアス・キャベンディッシュ
2巻から登場する人物。英国から桜ヶ丘学園にやってきた。普段は男の姿をしているが本来の性別は女で、エーテルを用いて男の肉体に偽装している。エリアスの実家であるキャベンディッシュ家は大英帝国で最も古い歴史を持つ貴族でもある。
留学生ということで日本にやってきたが、実際は唯一ラルヴァを倒すことができる黒い戦士の正体を暴くべく送り込まれたスパイだった。しかし和人に情が移ってしまったことで、和人の正体を知った後も上層部には報告せずにいる。
キャベンディッシュ家は昔から代々嫡男が家を継いできており、当主の子供に男子が生まれなかった場合は孫の代に男子が生まれるまで継がせないこともある。エリアスの父はアルクシアの中核を担う優秀な超能力者であるが、アルクシアの市民権は家ではなくあくまでも個人に与えられている。しかし父にはエリアス1人しかおらず、孫の代まで後継者を待つ時間は無く、さらに後継者に足る能力者が親戚に誰一人いないことから、家の名誉と誇りを守るためにエリアスは性別を偽り、優秀な超能力者を目指している。
和人と同様にエーテルの支配領域は狭く2メートルほどしかないが、肉体を偽装するのに相当な負担が掛るようで、偽装を行わないと支配領域は3メートル近くに広がる。
鹿角宮 夜雲（かづのみや やくも）
3巻に登場するメイド。元は皇家の専属メイドだったが、突如理緒の前へ現れた。
桜ヶ丘学園の卒業生で、和人たちの先輩にあたる。成績はとてもよく、飛び級をしていた。卒業後はアリウスで軍務をしていたが任務に失敗し、アルクシアで市民権を得るという道は閉ざされてしまった。その後資格を取って無所属の要人警護をするようになり、現在の皇家へとたどり着いた。
父親が事業に失敗し一家が路頭に迷う直前だった時、皇家の会社に吸収合併されるかたちで傘下に入れてもらい危機を乗り越えたことがある。そのような縁から皇家で専属メイドをやるようになった。
アリウスで任務に失敗した時にそのショックから能力が半減してしまったが、その後新たに残留情報解析の能力を得ている。夜雲が新たに得た残留情報解析能力は他の人間では数秒、特化した人間でも数時間しか遡れないのに対し、その気になれば1000年前の情報も取得することができる。

### その他登場人物
東堂 恵美（とうどう めぐみ）
和人の担当教官。年は和人より3つ上。
身長は160cmと小柄な方だが、胸は大きくスタイルも抜群。教官らしかぬ言動が目立つ。
空間操作が得意で常に11次元まで起こる現象を把握することができる。
浦辺 智則（うらべ とものり）
和人の少ない友人。和人と同じ高校から島にやってきている。また和人の能力を最初に見つけた人物でもある。
エーテルの支配力はものすごく高いが、エーテルを上手く扱うことができない。このため、和人と同様に成績は下から数えた方が早い。
瑠依子とは異母兄妹で本来の苗字は裏部。彼らの父親と他にもいる兄はアルクシアで近年急速に力を拡大しているエリートでもある。また彼自身も桜ヶ丘学園内でかなりの権力を持っているようで、3巻で和人の退学処分を決めたのも智則が関わっている。
春姫のチームに所属している。チーム内では綱引き要員として活躍している。
卜部 瑠依子（うらべ るいこ）
和人のクラスメイト。栗色のお下げ髪に小さなレンズのメガネをかけている。口を開けば毒が出てくる。
春姫のチームに所属している。春姫に懐かれているが、瑠依子自身は入学する時に上位の人間と接点を作るために近づいた。
智則とは異母兄妹で本来の苗字は裏部。
空間系の操作が得意なようで、いつでもアリウスに移動できる能力を持っている。瑠依子の能力は11次元まで見通すことができる恵美をも空間を使っただまし討ちによって攻撃をすることができる。
皇 玄奘（すめらぎ げんじょう）
世界中の殆んどの人が知っている有名人。天涯孤独の若き成功者として有名で、情報時代の寵児と話題の人物。理緒は彼の養女にあたる。
親の名前も知らず、また血のつながった兄妹や親戚もいなかった彼は、ストリートチルドレンを経験し小学校にも満足に通うことができなかった。しかし、十代後半に立ち上げた会社は10年足らずで世界的な企業に成長させた。そのカリスマ性から多くの人を惹きつけているが、二十代後半になった今でも結婚はしていない。

## 用語

### 超能力関連
超能力
本作の鍵となっている能力。ある者は家一軒を吹き飛ばし、ある者は音速で空を駆ける。このように、この世に満ちる未解明のエネルギー体を使い「本来はあり得ない現象」を創り出す能力のことを指す。その能力は既存していた兵器をものともせず、超能力を持った人間が世界を支配するのに時間はかからなかった。
超能力は先天的な能力で、脳内に極小の特殊な器官を備えた者だけが扱うことができる。全ての能力が開花するわけではないが、概ね12歳で能力に目覚める。一定レベルの能力が使用できるようになると、その時点で専用の施設に隔離される。隔離は当人の意思は考慮されず、また親にも拒否権がない。
自らを兵器と化する者を超能力者と呼ぶ。
覚醒
超能力者が能力に目覚める時期の総称。超能力者が飛躍的に成長できる唯一の機会と考えられているが、ラルヴァに取り込まれた隊員がその後に能力を暴走させたという事例もあることから、はっきりとしたことはまだ判明していない。
エーテル
超能力の源となるエネルギー体。エーテルを能力者の支配下に置き利用することで、本来はあり得ない様々な現象を生み出す。
一定範囲に存在するエーテルの総量には限度があり、エーテルの支配力が強ければ強いほど自らの支配下に置けるエーテルは多くなる。超能力者同士の戦闘においては、複数の味方で協力し限りあるエーテルを敵側から奪い弱体化させる戦法が基本となる。
通常、能力者がエーテルを引き寄せているのかの判断は自身の感覚に頼るところがあるが、和人はエーテルを視覚的に捉えることができる。
黄のエーテル
和人が視覚的に捉えているエーテルの中で黄色に部類されるエーテル。電磁気力の一種で分子間の相互作用への干渉を引き起こす物質。空気中の分子を集めて固めることができ、応用すれば衣服や皮膚を硬質化することも可能。
紫のエーテル
和人が視覚的に捉えているエーテルの中で紫色に部類されるエーテル。元素変換を可能とする物質で、熟練度合いにもよるが体の一部を作り出すこともできる。エリアスは紫のエーテルを用いて肉体の偽装を行っている。また、理緒の武器である槍を具体化するときにも用いられる。
緑のエーテル
和人が視覚的に捉えているエーテルの中で緑色に部類されるエーテル。電磁気力を扱う色で、桜ヶ丘学園では雷撃を使う際によく見られる。圧倒的な威力を持つ一方で扱いは非常に難しく、攻撃手段として用いる生徒はほとんどいない。
電子機器に誤作動を誘発したり、電磁干渉を起こしたりといった対兵器用の戦闘補助や電波を用いた情報伝達や逆探知など、戦闘とは離れた使い方をするのが一般的だが、有用に足りるには高い能力が必要となる。
支配領域
エーテルの支配力が及ぶ範囲。支配領域が多ければ多いほど様々な超能力を使うことができる。
解体
この世界における稀有な能力の一つ。本来エーテルは不安定で誰が支配権を得るかは流動的である。ところが現象と結びついたエーテルの支配権は現象を起こした人に完全に固定され、どれだけ支配力が高い人であろうとも支配権を奪うのは不可能とされている。このような偽りの現象からエーテルを無理やり引きはがすことで「元の何もなかった状態」に戻すのが解体という能力である。
この能力を使うことができるのは世界でも数人しかいない。
間接支配
この世界で和人のみが持っているとされる能力。和人の支配領域の範囲に対象を捉えることができれば、どんな相手であっても支配するエーテルをそっくりそのまま奪い取ることができる。
残留情報解析（サイコメトリー）
この世界における能力の一つ。精神感応能力の亜種として、物体に宿った「人間の思念」を読み取る能力として広く知られている。光による映像、空気振動の音波、化学的な反応や刺激といった匂いや味など、物体そのものに蓄積された情報を包括的に解析し、あたかもその場にいたかのように体感することができる。
一般堕ち
超能力者にとって最も忌むべき状況。現在における仕組みの中で、超能力者は絶大な権力を持っている。しかし、そこからあぶれた者は、能力の行使を厳しく制限され、不法に使用すれば事の大小にかかわらず極刑となる。また、世間から浴びせられる目も冷たく、特権を持つ超能力者に対する負の感情のはけ口になることも珍しい事ではない。更に一般社会に堕とされた超能力者同士は、事前申請なしで近づくことも違法となる。
能力検査
能力開発を効率よく進めるために実施される検査。自身の特性を知り、得手不得手を考慮しつつ最適な訓練を行う為には必須となる。また、能力者が唯一恐れる存在は能力者であり、将来何らかの犯罪行為に手を染めた能力者が予想外に暴れまわるのを防ぐためにも行われる。

### 土地・組織
支配国家（アルクシア）
優秀な超能力者たちが興した、この世界を実質支配している国。アルクシアが「天上へ通ずる道」という意味がある。
アルクシアの支配層には様々な国から優秀な超能力者が多数送り込まれているが、その半数近くは米国と英国出身の超能力者で占められている。日本は3番目に多くの超能力者を送り込んでいる。
人工島
本作の舞台となっている人工島。日本近海に浮かんでいる。
超能力を持つ少年少女を育成するために造られた島で、俗世から隔離されている。島内の学区は6つに分けられており、中高一貫の学園がそれぞれ存在している。
超能力を育成する学園は完全実力主義で、特に戦闘系能力を持つ学生は完全な能力の強さで序列が決まる。弱者には優しくなく成長の余地がないと判断されると、容赦なく退学というかたちで切り捨てられる。競争からあぶれた能力者は今以上に自由を奪われ、徹底して監視された生活が待っている。
桜ヶ丘学園
日本近海に浮かぶ人工島にある学校の一つ。中高一貫教育を行っているが、高校からの編入者もいる。
全校生徒は3500人と多く、主に戦闘系能力を持つ人間が集められている。校庭の広さは一般的な学校と変わらないが、施設自体は広大。
授業のカリキュラムの半分は訓練で占められており、超能力に関する特殊講義も多々あるため、一般教科は極めて過密なスケジュールで組み込まれている。授業の熟練度合いはレポートのみで計られる。また、超能力者を育成する学園のため夏休みは設定されていない。
高等部1年生のクラスは1組から27組まであり、和人は27組に所属している。理緒は「特別指定進学クラス」に所属している。
アリウス
本作に登場する地球とは別の異世界。地球より低位の膜に位置した別の三次元世界という説が有力。
25年前に地球と繋がった。惑星規模は地球と同じくらいで、文明は場所によるが産業革命前の水準。
手つかずの豊富な地下資源に目を付けた地球側の人間がアリウスを植民地化している。言語統制は行っているものの弾圧は行っておらず、地球の技術をアリウス側に提供している。
アリウスに暮らす人々はラルヴァを「災害」、超能力者による侵略を「人災」と呼んでいる。

### その他
留学
この世界において超能力者が留学をするということは非常に珍しい。これは支配層に多くの同胞が集まれば自国に有益であるという考えのもと、各国が独自に超能力者の育成機関を設けているためとされている。このためライバルともいえる他国の育成機関に大切な人材を派遣することは滅多に行われない。
日本は能力者の人口比率はそれほど高くないにもかかわらず一定レベル以上、特に支配層の市民権を得るほどの能力者の比率が格段に高いことから、留学生を受け入れて欲しいという打診はかなりの数があるが殆ど断っている。
2巻ではエリアスが留学生として日本にやってきているが、実際は黒の戦士の正体を探るために英国から送られてきたスパイだった。
ラルヴァ
本作に登場する怪物。ラルヴァは蛹や幼生を意味している。
生態については謎が多く、分かっていることは普段は高次元に身を隠していること、超能力が使えること、群れを作らず単独行動をすること、人間を餌にしていることのみ。それ以外の情報は推測でしかない。
普段はアリウスにしか生息していないが、1巻では人工島に現れている。
ラルヴァが使用する第7の能力は「無を創造」する力と呼ばれ、あらゆる攻撃を消し去ることができる。それ故超能力を持った人間でもラルヴァを倒すことは不可能とされている。しかし和人は自身の稀有な能力により、ラルヴァを倒すことに成功している。

## 既刊一覧
| タイトル | タイトル                                | 発売日         | ISBN              |
| -------- | --------------------------------------- | -------------- | ----------------- |
| 1        | I.R:I.S1 Indirect Ruler:Infinite Seizor | 2013年8月30日  | 978-4-06-375324-0 |
| 2        | I.R:I.S2 Indirect Ruler:Infinite Seizor | 2013年12月27日 | 978-4-06-375356-1 |
| 3        | I.R:I.S3 Indirect Ruler:Infinite Seizor | 2014年5月2日   | 978-4-06-375373-8 |
| 4        | I.R:I.S4 Indirect Ruler:Infinite Seizor | 2024年12月24日 | ※電子書籍版のみ   |